# Tolerance (dokumentarfilm)
|  | Denne artikel er oprettet af botten Steenthbot ud fra en ekstern database. Den kan derfor have sproglige fejl eller mangler. Denne skabelon kan fjernes efter kontrol af indholdet. |

 For alternative betydninger, se Tolerance (flertydig). (Se også artikler, som begynder med Tolerance)
Tolerance er en dansk dokumentarfilm fra 1978 instrueret af Anders Odsbjerg efter eget manuskript.

## Handling
Den grønlandske kriminallovs udformning og hensigt. Resocialisering af tre unge fra Nuuk efter begået voldtægt og drab.